# Từ Bi
Từ Bi (mất 479, trị vì 458-479), là quốc vương thứ 20 của Tân La, một trong Tam Quốc Triều Tiên. Ông cũng được biết đến cùng với tước hiệu Từ Bi ma lập can, ma lập can (maripgan) là một tước hiệu dành cho người lãnh đạo Tân La đương thời. Từ Bi là con trai cả của Nột Kỳ ma lập can, mẫu thân của ông là con gái của Thực Thánh ma lập can. Ông kết hôn với con gái của Kim Vị Tư Hân (Kim Misaheun, tức huynh của phụ thân), là Ba Hồ (Paho) phu nhân.
Năm 474, Cao Câu Ly đã phát động một cuộc tấn công quy mô lớn vào Bách Tế, láng giềng phía tây của Tân La. Từ Bi đã cử một đội quân đến trợ giúp cho Bách Tế, thành lập nên một liên minh lịch sử giữa hai vương quốc và kéo dài cho đến tận thế kỷ thứ 6.